# IC 686
IC 686 је спирална галаксија у сазвјежђу Лав која се налази на листи објеката дубоког неба у Индекс каталогу.
Деклинација објекта је + 5° 38' 39" а ректасцензија 11h 23m 5,1s. Привидна величина (магнитуда) објекта IC 686 износи 14,5 а фотографска магнитуда 15,3. IC 686 је још познат и под ознакама CGCG 39-158, PGC 34950.